# Taeniurops
Taeniurops – rodzaj dużych ryb chrzęstnoszkieletowych z podrodziny Dasyatinae w obrębie rodziny ogończowatych (Dasyatidae).

## Rozmieszczenie geograficzne
Do rodzaju należą gatunki występujące w wodach Indo-Pacyfiku i wschodniego Oceanu Atlantyckiego (również Morze Śródziemne).

## Morfologia
Długość ciała do 330 cm; masa ciała (największa opublikowana) 150 kg.

## Systematyka
Rodzaj zdefiniował w 1913 roku amerykański ichtiolog i herpetolog Samuel Garman w artykule poświęconym rekinom, rajom i płaszczkom opublikowanym w czasopiśmie Memoirs of the Museum of Comparative Zoölogy, at Harvard College. Gatunkiem typowym jest (późniejsze oznaczenie) T. meyeni.

### Etymologia
- Trygon: gr. τρυγων trugōn, τρυγονσς trugonos ‘płaszczka’[5]. Gatunek typowy: Trygon grabatus Geoffroy St. Hilaire, 1817.
- Taeniurops: rodzaj Taeniura Müller & Henle, 1837; gr. ωψ ōps, ωπος ōpos ‘wygląd, oblicze’[6].

### Podział systematyczny
Do rodzaju należą następujące występujące współcześnie gatunki:
- Taeniurops grabata (Geoffroy St. Hilaire, 1817) – patelnica[7][8]
- Taeniurops meyeni (Müller & Henle, 1841) – patelnica wstęgoogonowa[9]

Opisano również gatunki wymarłe z miocenu:
- Taeniurops cavernosus (Probst, 1877) (Europa)[10]
- Taeniurops sergiomorai Laurito & Valerio, 2021 (Ameryka Środkowa)[11]
- Taeniurops tosii Adnet & Charpentier, 2022 (Azja)[12]